# Kustánszeg
Kustánszeg község Zala vármegye északi részén, a Zalaegerszegi járásban, a Zalai-dombság területén, a Göcsej tájegység lankás dombjai között fekszik. A falu helyén korábban három, mára elpusztult település állt. Kustánszeg első említése 1542-ből való. A falu a főleg római katolikusok által lakott Göcsejben a reformátusok egyik gócpontja lett. A huszadik század során fokozatos, bár mérsékelt ütemű fejlődés jellemezte a falut, ugyanakkor az elvándorlás, az elöregedés és a népesség lassú csökkenése is jellemző a településre. A környező táj idegenforgalmi vonzerejére épülő falusi turizmus megjelenése azonban lehetőséget adhat e község hosszútávú fennmaradására.

## Fekvése
Kustánszeg Zala vármegye északnyugati részén fekvő község. A település Zalaegerszegtől mintegy 20 kilométer távolságra, a Göcsej dombjai közt helyezkedik el, Becsvölgyétől kissé északra. Közúton Csonkahegyháton kapcsolódik a Göcsejt átszelő Zalaegerszeg–Teskánd–Pórszombat közti 7405-ös útra, amelyről a 74 117-es út vezet a községbe; Becsvölgye felől a település csak alsóbbrendű, számozatlan utakon érhető el. Közvetlen autóbusz-összeköttetésben áll Zalaegerszeggel és Becsvölgyével. Egyes időszakokban azonban csak átszállással érhető el a megyeszékhely.
Kustánszeg egy külső községrésze, Parasza, a településközponttól két kilométerre délnyugatra található, aszfaltozott úton elérhető.

## Története
Korábban három település volt a helyén: Tompa, Gyertyánág és Szentiván nemesi települések. A török portyázások következtében azonban a lakosság a mai falu helyére menekült. A kialakuló új település ekkor még Becsvölgye része volt, önálló településként először 1542-ben említik Kustánosháza néven utalva a falu egyik jelentős nemesi családjára, a Kustánokra. Kustánszeg név 1769 óta használatos. A település a 17. században a néhány török portyázás ellenére gyarapodott is, mivel a római katolikus Göcsejben kálvinista község tudott maradni. A kezdetben szabadban tartott istentiszteletek után, 1700-ban épült első temploma fából, majd 1803 és 1813 között pedig a mai is álló református temploma, amely 1826-ra már anyatemplommá alakult. Ekkor mintegy négyszáz fő élt a településen, többségében református.
1894-ben egyesítették Kislengyellel, amely 1905-ben külön vált, és hozzácsatolták Vargaszeget és Paraszát. Az 1930-as években a lakosságszám mintegy ezer fő volt, mind katolikusok, mind reformátusok, de evangélikusok és izraeliták is éltek itt. Az ekkor kiépülő bekötőút és a létrejövő autóbusz-összeköttetés Zalaegerszeggel növelte az életszínvonalat, illetve a későbbiekben lehetőséget biztosított a lakosság iparban való elhelyezkedéséhez. Az 1959-ben erőszakosan megalapított termelő szövetkezet ösztönözte a lakosságot a Zalaegerszegen vagy a környező települések olajiparában való elhelyezkedésre. Így ekkortól jelentős elvándorlási hullám jellemezte Kustánszeget, amely csak az 1980-as évekre lankadt le a környék iparának hanyatlásával.
A faluban ekkor alapvető infrastrukturális fejlesztések történtek, kiépült az ivóvízhálózat, járdák készültek, majd 1991-ben a kábeltelevízió is kiépült. Az 1990-es évek közepétől pedig a turizmus is megjelent Kustánszegen, ahol mind a falu határában lévő Kustánszegi-tó, mind a környező táj szépsége és vadállománya jelentős vonzerőként szerepel.
A községben általános iskola, postahivatal és rendőrségi körzeti megbízott működik, egy római katolikus és egy református temploma van. A mezőgazdaság nem jelentős, az ipart egy cipőgyártó üzem képviseli. A legjelentősebb bevételi források a turizmusból származnak. Kemping, panzió, hotel, illetve további vendéglátóhelyek találhatók a településen.

## Közélete

### Polgármesterei
- 1990–1994: Kustán Dávid (független)[3]
- 1994–1998: Németh Lajos (független)[4]
- 1998–2002: Németh Edit (független)[5]
- 2002–2006: Németh Edit (független)[6]
- 2006–2010: Geráth Sándor (független)[7]
- 2010–2011: Németh Edit (független)[8]
- 2011–2012: Bécs Tiborné (független)[9]
- 2012–2014: Bécs Tiborné (független)[10]
- 2014–2019: Bécs Tiborné (független)[11]
- 2019–2024: Bécs Tiborné (független)[12]
- 2024– : Bécs Tiborné (független)[1]

A településen 2011. május 8-án időközi polgármester-választást kellett tartani, az előző polgármester halála miatt. Még ugyanabban az önkormányzati ciklusban, alig másfél évvel később még egy időközi polgármester-választást (és képviselő-testületi választást) tartottak Kustánszegen, 2012. december 9-én, ezúttal az előző képviselő-testület önfeloszlatása miatt. A választáson a hivatalban lévő polgármester is elindult, és meg is erősítette pozícióját.

## Népesség
A település népességének változása:
| Lakosok száma | 481  | 458  | 456  | 413  | 473  | 470  | 461  |
|               | 2013 | 2014 | 2015 | 2021 | 2022 | 2023 | 2024 |

A 2011-es népszámlálás idején a nemzetiségi megoszlás a következő volt: magyar 95,5%, cigány 2,76%, német 1,27%. A lakosok 38,15%-a római katolikusnak, 48,2% reformátusnak, 0,63% evangélikusnak, 3,35% felekezeten kívülinek vallotta magát (9,6% nem nyilatkozott).
2022-ben a lakosság 92%-a vallotta magát magyarnak, 1,9% cigánynak, 0,8% németnek, 0,6% bolgárnak, 0,2-0,2% románnak, lengyelnek és ukránnak, 0,6% egyéb, nem hazai nemzetiségűnek (7,8% nem nyilatkozott; a kettős identitások miatt a végösszeg nagyobb lehet 100%-nál). Vallásuk szerint 32,3% volt református, 29,8% római katolikus, 0,2% evangélikus, 0,4% egyéb keresztény, 0,2% egyéb katolikus, 7,6% felekezeten kívüli (29,4% nem válaszolt).

## Nevezetességei
- Református templom
- Kustánszegi-tó
- Tájház
- Fából készült, szoknyás harangláb a 19. század elejéről (műemlék)[17]